# Norges monarki
Denna artikel handlar om den norska monarkin som institution, dess historia och funktioner. För en fullständig lista över de norska monarkerna, se Lista över Norges regenter.
Norge är en konstitutionell monarki där monarken (kung/regerande drottning) är landets statschef. Ämbetsuppgifterna, som inkluderar utnämning av statsminister och statsråden, promulgation av lag, högste befälhavare för militären, liksom reglerna för successionsordning återfinns i Norges grundlag från år 1814.
Sedan den 17 januari 1991 är Harald V Norges kung och tronföljare är kronprins Haakon.

## Historik
Av de i dag existerande monarkierna i världen är monarkin i Norge en av de äldsta.
Antalet regenter har från 1000-talet uppgått till fler än 60 personer som kan anges vid namn.
Under medeltiden valdes norska kungar av stormännen. Norge ingick i personalunioner under flera perioder, först under Magnus Eriksson. 1397 ingick Norge i Kalmarunionen, varunder de ingående länderna hade nationella riksråd men styrdes av en gemensam monark. Kalmarunionen upplöstes när Gustav Vasa valdes till Sveriges kung. Norge fortsatte att ha en gemensam monark med Danmark (personalunion) fram till år 1814.
Svensk-norska unionen var en personalunion från 1814 till 1905 där Sverige och Norge hade samma kung, men varsin regering och lagstiftande församling. Efter unionsupplösningen 1905 valde Norges storting efter en folkomröstning att instifta ett eget kungahus.
Under andra världskriget gick norska kungahuset i exil till Storbritannien och USA.

### Norska kungar efter 1905
- Håkon VII (1905 - 1957)
- Olav V (1957 - 1991)
- Harald V (1991 - )

## Dagens kungafamilj
Sedan 1991 är Harald V Norges kung. Han föddes den 21 februari 1937, som ende son till dåvarande kronprins Olav och kronprinsessan Märtha, dotter till Prins Carl, hertig av Västergötland. Harald V efterföljde sin far som Norges kung 1991 när han var 54 år. Hans fru, drottning Sonja (född Haraldsen), är född den 14 juli 1937. Kronprins Harald och fröken Haraldsen gifte sig den 29 augusti 1968 i Domkyrkan i Oslo. Sonja blev drottning av Norge samtidigt som Harald blev kung.
Deras son är kronprins Haakon Magnus, född den 20 juli 1973. Haakon är först i den norska tronföljden. Han är gift med kronprinsessan Mette-Marit som är född den 19 augusti 1973. De gifte sig i Oslos domkyrka 25 augusti 2001.
Deras barn är prinsessan Ingrid Alexandra född den 21 januari 2004, (tvåa till tronen efter sin far) och prins Sverre Magnus född den 3 december 2005 (trea till tronen). Mette-Marit har en tidigare son med Morten Borg som heter Marius Borg Høiby. Han är född den 13 januari 1997 och är det äldsta barnet i kronprinsfamiljen men saknar arvsrätt till tronen.
Haakon har en syster, prinsessan Märtha Louise som föddes den 22 september 1971, hon är nummer fyra till tronen. Hon var  gift med Ari Behn, född den 30 september 1972. De gifte sig den 24 maj 2002 i Nidaros domkyrka. De fick tre barn; Maud Angelica Behn född den 29 april 2003, Leah Isadora Behn född den 8 april 2005 och Emma Tallulah Behn född den 29 september 2008. Märtha Louise och Ari Behn skilde sig 2017 och han avled 2019.

### Tronföljd
| |
| Arvföljden efter Harald V |
| 1. Kronprins Haakon 2. Prinsessan Ingrid Alexandra 3. Prins Sverre Magnus 4. Prinsessan Märtha Louise 5. Maud Angelica Behn 6. Leah Isadora Behn 7. Emma Tallulah Behn |
| Norges monarki |
| v • r |